# Филип Кљајић Фића
Филип Кљајић Фића (Тремушњак, код Петриње, 2. мај 1913 — Зворник, 5. јул 1943) био је комунистички револуционар, учесник Народноослободилачке борбе и народни херој Југославије.

## Биографија
Рођен је 2. маја 1913. године у селу Тремушњаку, код Петриње. Kao питомац Српског привредног друштва Привредник одлази 1925. године у Вел. Кикинду да изучи столарски занат. У јесен 1931. године запослио се у Београду. Ту је започео своју револуционарну делатност у Уједињеном радничком синдикалном савезу Југославије (УРССЈ). Године 1936. постао је члан Комунистичке партије Југославије (КПЈ), а 1937. изабран је за члана Окружног комитета КПЈ за Београд. Запажен је као организатор више радничких штрајкова, а нарочито се ангажовао на раду у синдикатима кожарско-прерађивачких радника. На годишњој скупштини синдикалне организације кожараца у Београду, 20. фебруара 1938. године, изабран је за члана управе.
Био је један од организатора масовних излета омладине и старијих радника у Топчидер и Кошутњак, због чега је 1938. године кажњен с два месеца затвора. Управа града Београда његово хапшење је образложила као превентиву, да би спречила евентуалне демонстрације за време Мачекове посете Београду. У другој половини 1938. године Кљајић је протеран у своје родно место. Због тога је морао да пређе у илегалу, а Покрајински комитет КПЈ за Србију га је послао у Ниш. Ту се запослио у фабрици коже, где је упознао своју будућу супругу Ђурђелину Ђуку Динић, народног хероја. У Нишу је остао све до провале нишке партијске организације, 1940. године. Тада је заједно са супругом прешао у Ваљево. Тамо су заједно наставили партијску активност. Он је септембра 1940. године изабран за секретара Окружног комитета КПЈ за Ваљево, а 12. октобра организовао је збор у Ваљеву, на ком је било 3.000 радника.
После Априлског рата и окупације Југославије, као члан Војног комитета при Покрајинском комитету КПЈ за Србију, а затим политички комесар Главног штаба НОП одреда Србије, један је од организатора Народноослободилачке борбе у Србији. Учествовао је у првим устаничким акцијама: у нападу на Сењски рудник, на Лајковац, Свилајнац итд. За време Прве непријатељске офанзиве, Врховни командант НОВ и ПОЈ Јосип Броз Тито му је лично поверио задатак да организује одбрану на ваљевском сектору. Обављајући своју дужност Кљајић је у тим борбама био тешко рањен. Учествовао је на војно-политичким саветовањима у Дуленима и Столицама, био је први политички комесар Прве пролетерске ударне бригаде, а од новембра 1942. године и политички комесар Прве пролетерске дивизије. Заједно са својим пролетерским јединицама прошао је и најтеже битке у Босни, Црној Гори и Далмацији.
Погинуо је 5. јула 1943. године, приликом напада јединица НОВЈ на Зворник.
Указом Председништва Антифашистичког већа народног ослобођења Југославије (АВНОЈ), 25. септембра 1944. године, међу првим борцима Народноослободилачке војске, проглашен је за народног хероја.
По њему је названа ОШ „Филип Кљајић Фића” Чукарица.

## Галерија
- Споменик Филипу Кљајићу у Нишу
- Спомен плоча у Нишу